# Staetherinia semilutea
Staetherinia semilutea är en fjärilsart som beskrevs av Walker 1866. Staetherinia semilutea ingår i släktet Staetherinia och familjen tofsspinnare. Inga underarter finns listade i Catalogue of Life.